# Pacte de Progrés
El Pacte de progrés és el nom que rebé la unió de diverses forces polítiques balears per desbancar el Partit Popular de Balears de les Institucions més importants de les Illes Balears.
En realitat, foren més els fets que s'anomenaren d'aquesta manera. Concretament, han estat quatre pactes postelectorals:
- 1995: Pacte per governar el Consell Insular de Mallorca.
- 1999: Pacte per governar el Govern de les Illes Balears i el Consell Insular de Mallorca.
- 2003: Pacte per governar el Consell de Menorca.
- 2007: Pacte per governar el Govern de les Illes Balears, el Consell de Mallorca, el Consell de Menorca, el Consell Insular de Formentera i l'ajuntament de Palma.

## 1995
En les eleccions del 1995, els resultats electorals permeteren un pacte entre tots els partits d'esquerres (PSIB, PSM, Esquerra Unida de les Illes Balears - Els Verds de Mallorca) i Unió Mallorquina per governar la principal institució mallorquina. La presidenta d'UM, Maria Antònia Munar, preferí pactar amb les esquerres abans que amb el PP, a canvi de reservar-se per a la seva formació política la presidència de la institució.
Així, es produí la paradoxa que, malgrat esser la força parlamentària amb menys vots, UM fou la que ostentà la presidència del Consell de Mallorca.

## 1996
Es forma el Pacte Progressista de les Pitiüses per a les eleccions al Senat Espanyol amb Pilar Costa com a cap de llista. Estava format pel PSOE, Els Verds, Izquierda Unida, Entesa Nacionalista i Ecologista d'Eivissa (ENE), Esquerra Republicana de Catalunya (ERC) i un nombrós grup de moviments cívics independents d'Eivissa i Formentera.
Aquest pacte va formar una candidatura unitària en forma d'agrupació d'electors. Eivissa i Formentera només elegien un senador a les Corts espanyoles i aquella desunió de les forces nacionalistes i d'esquerra el deixaven sempre en mans dels partits de dretes. Va obtenir un gran èxit electoral en superar en 4.000 vots (un vuit per cent) la candidatura del Partit Popular. Pilar Costa fou elegida senadora.

## 1999
A les eleccions del maig de 1999, i en bona part, gràcies a la formació del Pacte Progressista a Eivissa i la Coalició d'Organitzacions Progressistes a Formentera, es produí la circumstància que el PP havia perdut la majoria absoluta al conjunt de les Illes Balears, a més de perdre dos dels governs dels tres consells insulars (Menorca i Eivissa-Formentera). Malgrat les ofertes del PP a UM, UM tornà a pactar els mateixos partits que quatre anys abans al Consell de Mallorca.
El govern de les Illes Balears quedà en mans de les forces progressistes i el Consell Insular de Mallorca, exclusivament en mans d'UM, qui cedí algunes àrees del govern insular al PSM. Les línies mestres dels diferents governs foren la promoció d'un creixement urbanístic i econòmic sostenible (aplicació de l'ecotaxa, foment del transport públic), descentralització a favor dels Consells Insulars (Llei dels Consells Insulars) i l'aposta per la normalització lingüística (creació de Som Ràdio, integració a l'Institut Ramon Llull).
Finalment, doncs, en el període entre 1999 i 2003, el Partit Popular perdé el control de les quatre institucions més importants de les Balears: el Govern Balear i els tres consells insulars, que quedaren de la següent manera:
- President del Govern Balear: Francesc Antich (PSIB)
- Presidenta del Consell Insular de Mallorca: Maria Antònia Munar (UM)
- Presidenta del Consell Insular de Menorca: Joana Barceló (PSIB)
- Presidenta del Consell Insular d'Eivissa i Formentera: Pilar Costa (Pacte Progressista)

## 2003
Aquest període excepcional, inèdit a la democràcia balear, fou un parèntesi que només durà quatre anys: a les eleccions de 2003, el Partit Popular de Balears tornà a aconseguir la presidència del Consell Insular d'Eivissa i Formentera i del Govern Balear. L'única institució que no recuperà fou el Consell Insular de Menorca (capítol a part mereix el Consell de Mallorca, on el PP no tenia majoria absoluta i que cedí a UM a canvi del suport al Govern Balear).

## 2007
Les eleccions autonòmiques i als consells del maig del 2007 donaren un resultat en què el PP no disposava de majoria absoluta ni al Parlament, a cap consell ni tampoc a l'ajuntament de Palma.
Era el primer cop que es presentaven llistes separades als consell i al parlament. Als de Mallorca i Menorca la situació no canvià substancialment mantenint-se sense cap formació amb majoria absoluta. Però a Eivissa la coalició PSIB-Eivissa pel Canvi vencé en el consell i la mateixa fórmula privà al PP de la majoria absoluta al Parlament.
A Mallorca el pacte global entre PSIB, UM i el Bloc acorden governar conjuntament al govern, consell i ajuntament de Palma.
A Formentera les eleccions locals eren també al consell, la força més votada fou Gent per Formentera que governà mitjançant un acord amb el PSIB. Tot i així el diputat autonòmic fou per l'AIPF.
El pacte signat s'anomena oficialment Acord per l'estabilitat política i el futur sostenible de les illes Balears, tot i que periodísticament els signats parlen de "Pacte de centreesquerra".
- President del Govern Balear: Francesc Antich (PSIB)
- Presidenta del Consell Insular de Mallorca: Francina Armengol (PSIB)
- Presidenta del Consell Insular de Menorca: Joana Barceló (PSIB)
- President del Consell Insular d'Eivissa: Xicu Tarrés (PSIB-ExC)
- President del Consell de Formentera: Jaume Ferrer (GxF)
- Batlessa de Palma: Aina Calvo (PSIB)